# Bürgerturm (Lindenfels)

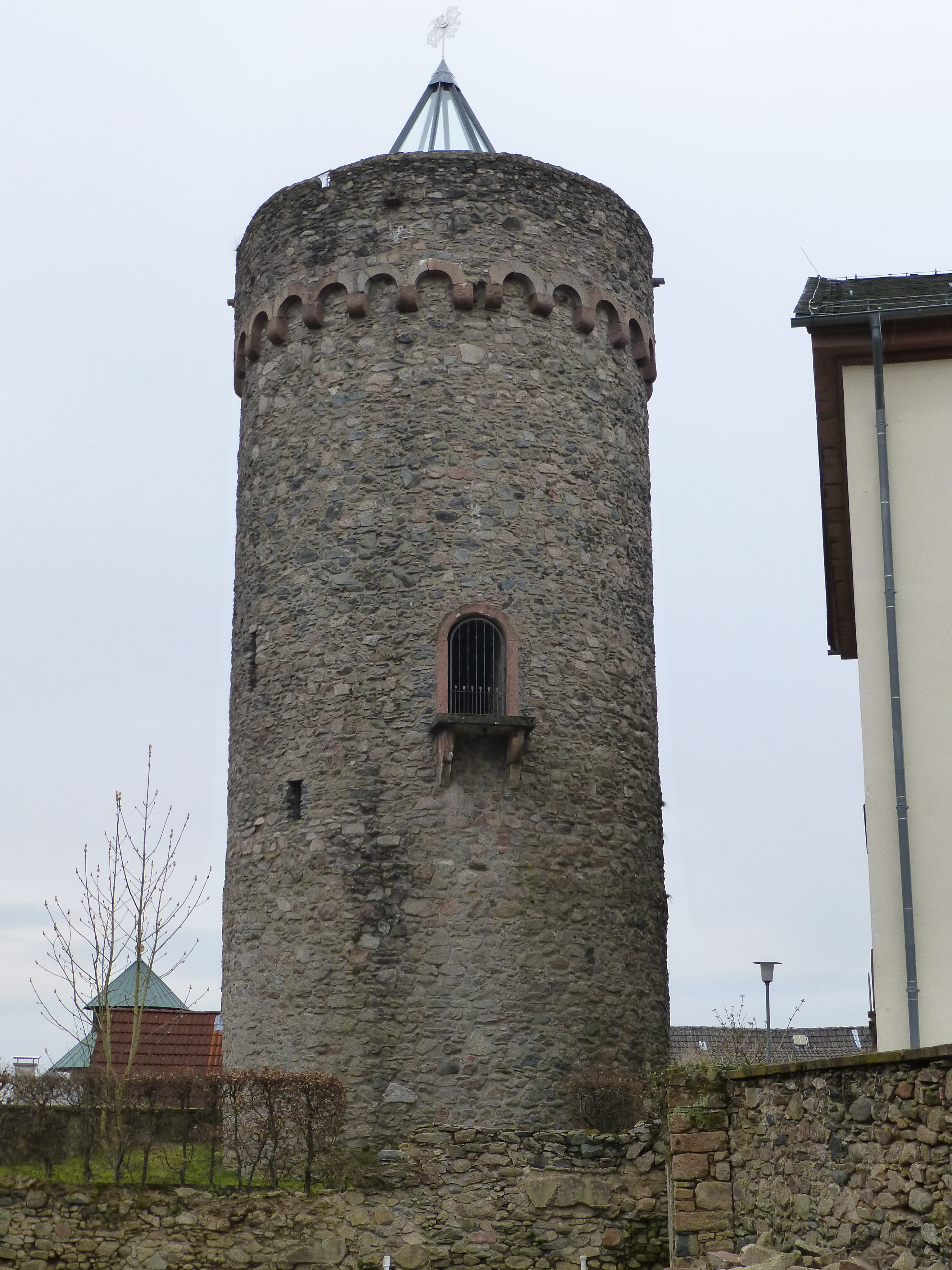
Der Bürgerturm in Lindenfels

Der Bürgerturm in Lindenfels im Odenwald ist ein Bauwerk der ehemaligen Stadtbefestigung. Heute dient er als Aussichtsturm und als Ausstellungsraum für das Deutsche Drachenmuseum, das 2010 in Lindenfels eingerichtet wurde.

## Geschichte
Der Bürgerturm ist ein ursprünglich 19 m hoher runder Turm, der im Zusammenhang mit dem Bau der Stadtmauer nach der Stadtrechtsverleihung 1336 im 14. Jahrhundert errichtet wurde. Ein Merianstich von 1645 zeigt den Turm mit einem Turmhelm, flankiert von 5 kleinen Türmchen.
Im 18. Jahrhundert wurde der Turm teilweise abgebrochen, in den Jahren um 1888, 1926 und 1968 erfolgten verschiedene Sanierungsarbeiten. 1986 wurde eine Wendeltreppe eingebaut, später über dem Innenraum als Wetterschutz eine achteckige Glaspyramide errichtet.

## Beschreibung
Der Bürgerturm ist ein aus Granitquadern gemauerter runder Turm mit einem Durchmesser von 8 m. Die 2 m dicken Außenwände erheben sich bis zu einer Höhe von 19 m, wobei sie im Brüstungsbereich mit Rundbögen verziert sind und leicht überkragen. Auf der Nordwestseite befindet sich in 7,75 m Höhe die frühere Eingangsöffnung, die heute mit einem Metallgitter verschlossen ist. In einem Raum unterhalb dieser befand sich früher das Verlies, das nur durch eine Deckenöffnung zugänglich war.
Der heutige Zugang zum Turm ist auf der Südsüdwestseite nahe der benachbarten Evangelischen Kirche. Nach Betreten des Turms wird durch Bewegungsmelder die Innenbeleuchtung eingeschaltet, um die an den Wänden angebrachten Drachendarstellungen zu beleuchten. Eine freistehende Stahlwendeltreppe führt bis zur 17,90 m hohen Aussichtsplattform, die man durch eine Tür in der Glaspyramide erreicht. Innerhalb der Brüstungsmauer ist aus Sicherheitsgründen eine etwas höhere Metallbrüstung angebracht. In Höhe der früheren Eingangsöffnung befinden sich im Turm eine Zwischenplattform und einige Schießscharten. Durch die Errichtung der Glaspyramide hat der Turm heute eine Höhe von ca. 23 m (ohne die oben angebrachte Wetterfahne). Von der Aussichtsplattform bietet sich ein guter Rundumblick über Lindenfels und die Umgebung.

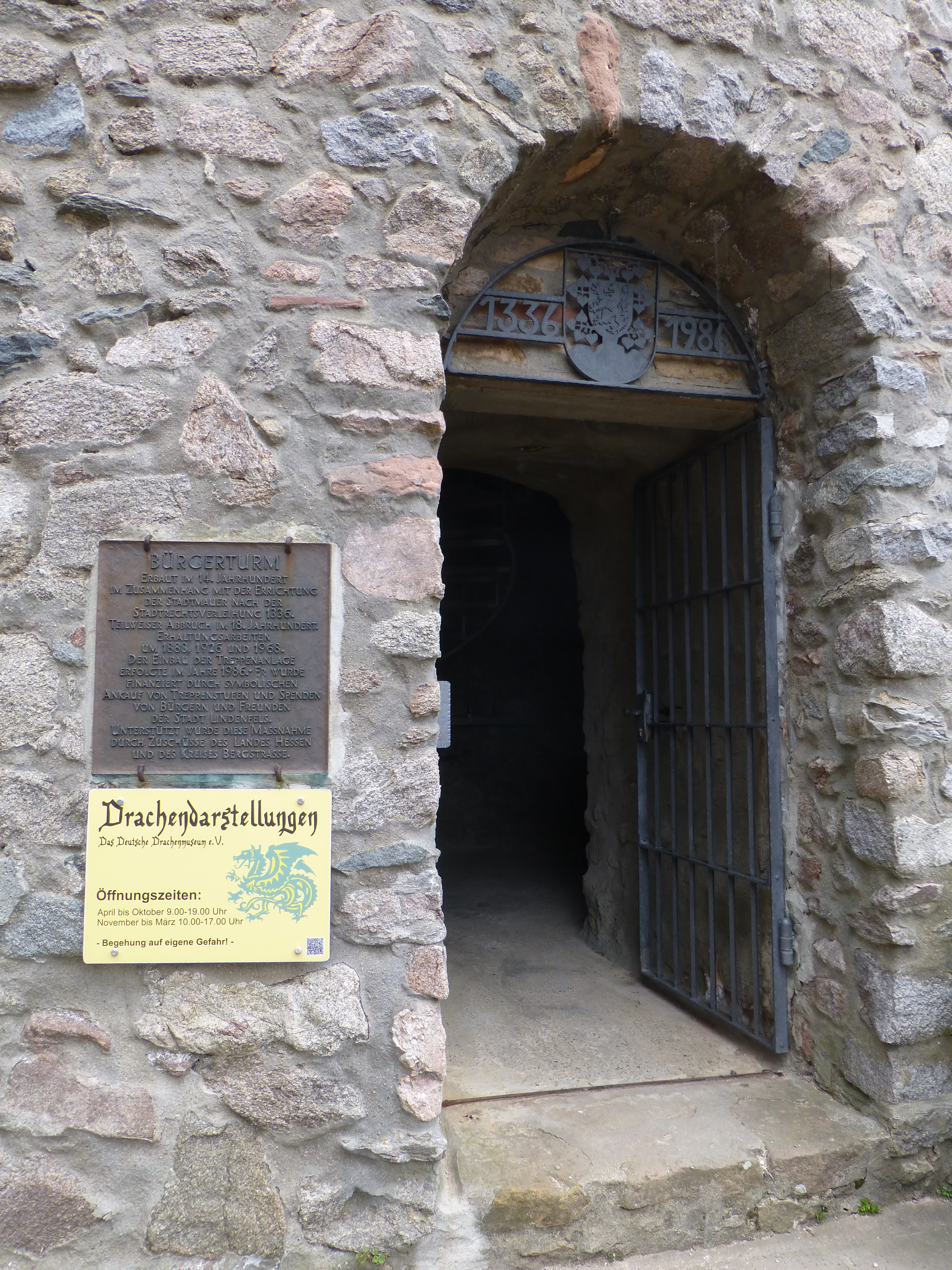
Eingangstür und Tafeln am Turm
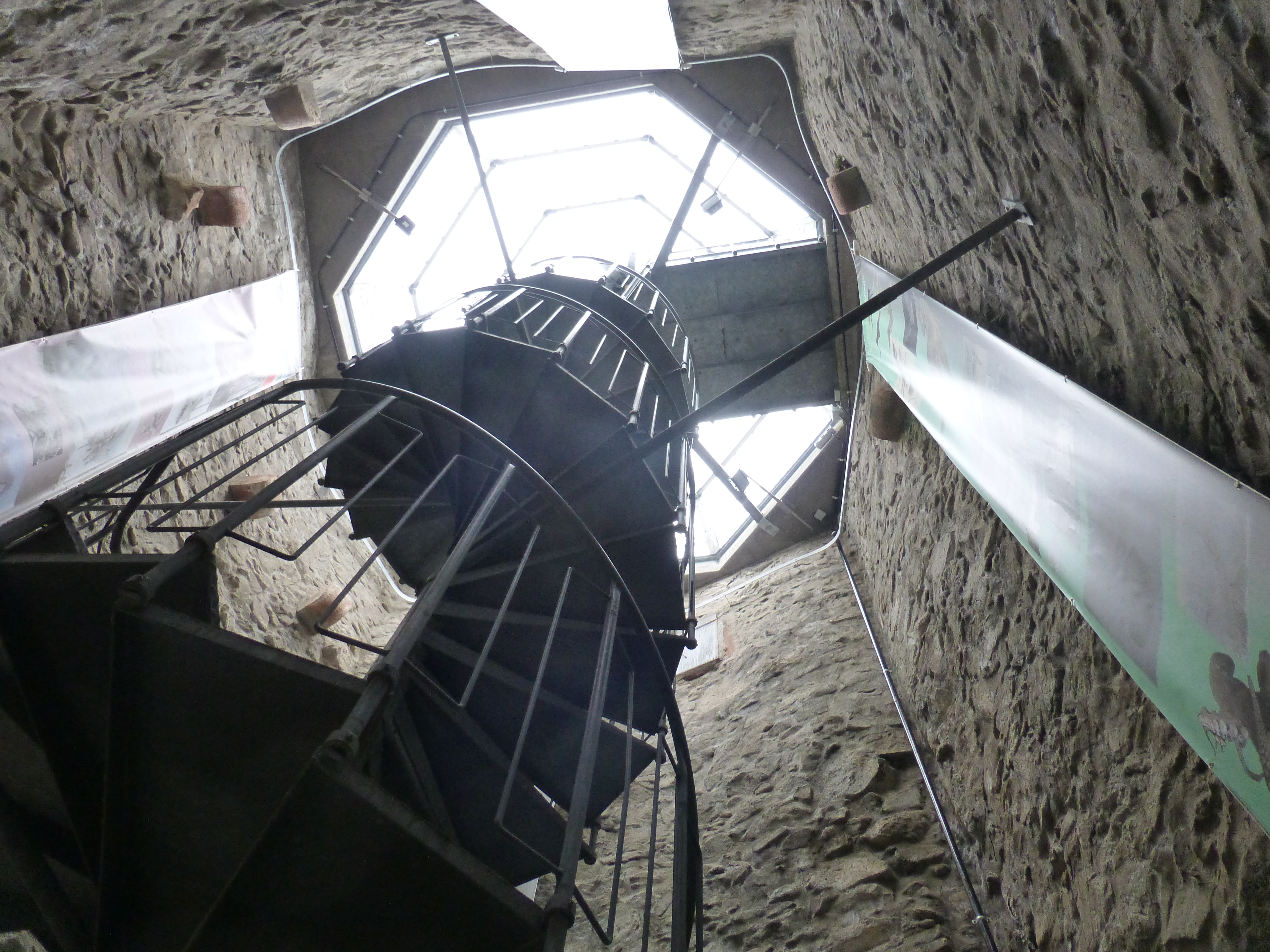
Die Wendeltreppe mit Blick zur Glaspyramide